# Lepidion inosimae
Lepidion inosimae är en fiskart som först beskrevs av Günther, 1887.  Lepidion inosimae ingår i släktet Lepidion och familjen Moridae. Inga underarter finns listade i Catalogue of Life.